# Kieth Merrill
Kieth W. Merrill (nascut el 22 de maig de 1940) és un cineasta nord-americà que treballa com a escriptor, director i productor a la indústria cinematogràfica des de 1967. És membre de la Acadèmia de les Arts i les Ciències Cinematogràfiques i el Sindicat de Directors dels Estats Units, i va rebre un Premi de l'Acadèmia per The Great American Cowboy (1973) i una nominació per Amazon (1997).
Va publicar una novel·la, The Evolution of Thomas Hall, a través de Shadow Mountain el 2011. La seva primera novel·la fantàstica, The Immortal Crown, va ser publicada per Shadow Mountain el 2016.

## Biografia
Fill de l'artista i arquitecte paisatgista David Merrill i de la dramaturga i actriu Leola Green Merrill, Kieth Merrill va néixer i es va criar a Farmington (Utah), una petita ciutat fundada per pioners a 20 milles al nord de Salt Lake City.
Com a membre actiu de l'Església de Jesucrist dels Sants dels Darrers Dies, va servir com a missioner per a l'església a Dinamarca durant dos anys i mig.
Merrill es va graduar el 1967 amb una llicenciatura de la Universitat Brigham Young (BYU). Està casat amb Dagny Johnson i són pares de vuit fills. Resideixen al nord de Califòrnia. Merrill va rebre l'encàrrec de la Primera Presidència de l'Església LDS per produir les pel·lícules Legacy i The Testaments per al Legacy Theatre d'última generació de 70 mm al Temple Square a Salt Lake City.
Merrill ha estat membre del Consell d'Administració de la Southern Virginia University i president de l'Associació d'Antics Alumnes de BYU. Va rebre el Franklin S. Harris Fine Arts Award de BYU quan va lliurar el discurs d'inici a la BYU College of Fine Arts and Communications el 2007.
L'any 2021, la seva negativa a veure Never Rarely Sometimes Always per a la consideració dels Premis de l'Acadèmia com a membre votant va tenir cert ressò.

## Filmografia
Merrill ha fet treballs en diversos formats, inclosos IMAX i 70 mm. Ha creat llargmetratges, documentals, anuncis de televisió i minisèries.
- The Great American Cowboy (Guanyador de l’Oscar al millor documental de 1973)[11]
- A Matter of Winning (1973)
- Great American Indian (1976)
- Three Warriors (1977)
- Take Down (1979)
- Kenny Rogers and the American Cowboy (1979)
- Windwalker (1980)
- Mr. Krueger's Christmas (1980)
- Wheels of Fire (1981)
- Harry's War (1981)
- Rivals (1981)
- The Cherokee Trail (1981)
- Grand Canyon: The Hidden Secrets (1984, IMAX)
- Niagara: Miracles, Myths and Magic (1986, IMAX)
- Alamo: The Price of Freedom (1988)
- Legacy (1990)
- Polynesian Odyssey (1991, IMAX)
- On The Way Home (1992)
- The Wild West (1993, minisèrie, nominació als Emmy)
- Yellowstone (1994, IMAX)
- Passion for Life (1995, IMAX)
- Ozarks: Legacy and Legends (1995, IMAX)
- San Francisco: The Movie (1995, IMAX)
- Zion Canyon: Treasure of the Gods (1996, IMAX)
- Amazon (1997, IMAX, nominada a l’Oscar)
- The Witness (1997, IMAX)
- Olympic Glory (1999, IMAX)
- The Testaments (2000)
- The 12 Dogs of Christmas (2005)
- The 12 Dogs of Christmas – Great Puppy Rescue (2012)